# Tinh vân Chẻ Ba
Tinh vân Trifid (định danh là Messier 20 hay M20 và NGC 6514) là một vùng H II nằm trong chòm sao Nhân Mã. Trifid có nghĩa là 'chia thành ba nhánh'.  Tinh vân này là sự tổ hợp của cụm sao mở, tinh vân phát xạ (phía dưới, phần đỏ), tinh vân phản xạ (phía trên, phần xanh) và tinh vân tối (những dải tối nằm trong tinh vân phát xạ làm cho tinh vân có dạng ba nhánh; tinh vân tối này còn gọi là Barnard 85). Nhìn qua một kính thiên văn, tinh vân Trifid là thiên thể sáng, nhiều màu sắc và nó là một trong những đích ngắm của những người quan sát thiên văn nghiệp dư.

## Đặc trưng
Tinh vân Trifid là một trong các mục tiêu quan sát của kính viễn vọng không gian Hubble năm 1997, kính sử dụng các bộ lọc riêng biệt tách quang phổ của nguyên tử hiđrô, nguyên tử ion hóa lưu huỳnh, và nguyên tử ion hóa hai lần oxy. Khi ghép các bức ảnh lại người ta thu được bức ảnh tổ hợp màu giả gợi ra tinh vân sẽ nhìn thấy như thế nào bằng mắt thường qua kính thiên văn quang học.
Các bức ảnh chụp gần cho thấy các đám mây dày chứa bụi và khí, đây là vùng sản sinh ra các ngôi sao trong tương lai. Đám mây này cách trung tâm tinh vân khoảng 8 năm ánh sáng. Cạnh đó có một tia do ngôi sao gây ra với chiều dài 0,75 năm ánh sáng. Ngôi sao gây ra tia này là một ngôi sao trẻ ẩn trong đám mây dày đặc. Các tia này mang khí từ nơi hình thành ngôi sao vào không gian. Bức xạ từ ngôi sao làm cho các tia trở lên sáng.
Tháng 1 năm 2005, kính viễn vọng không gian Spitzer phát hiện ra 30 tiền sao và 120 ngôi sao mới sinh nhờ các ảnh chụp qua bước sóng hồng ngoại.
Tinh vân nằm cách Mặt Trời 7.600 năm ánh sáng. Nó có cấp sao biểu kiến 6,3.

## Hình ảnh

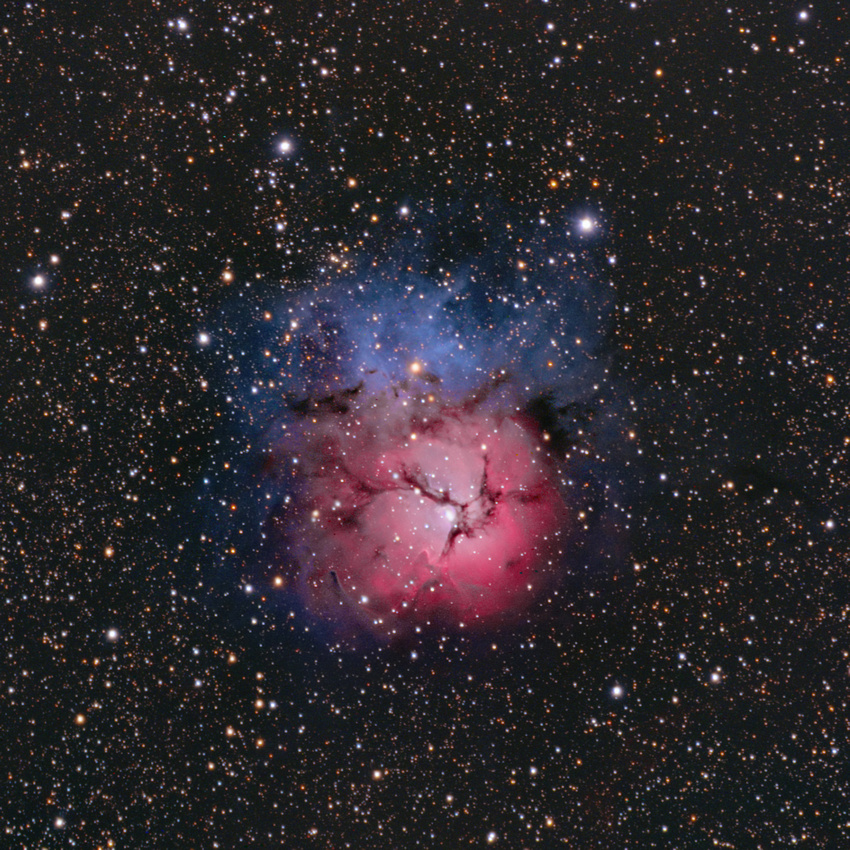
M20 qua kính thiên văn nghiệp dư
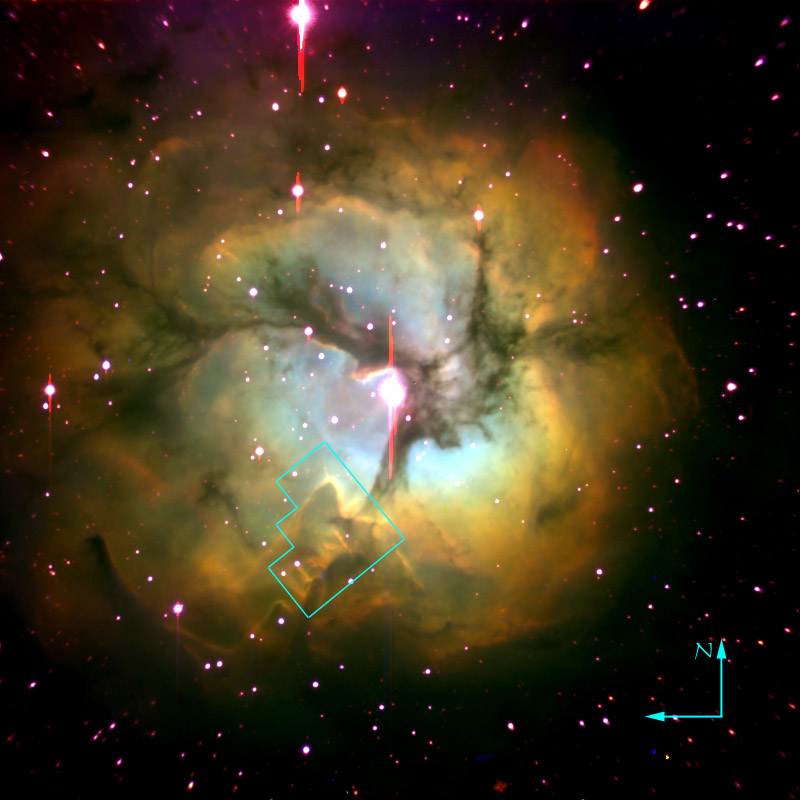
Tinh vân Trifid. Vùng trong ô được phóng to sang hình bên phải. Ảnh của: NASA/ESA.
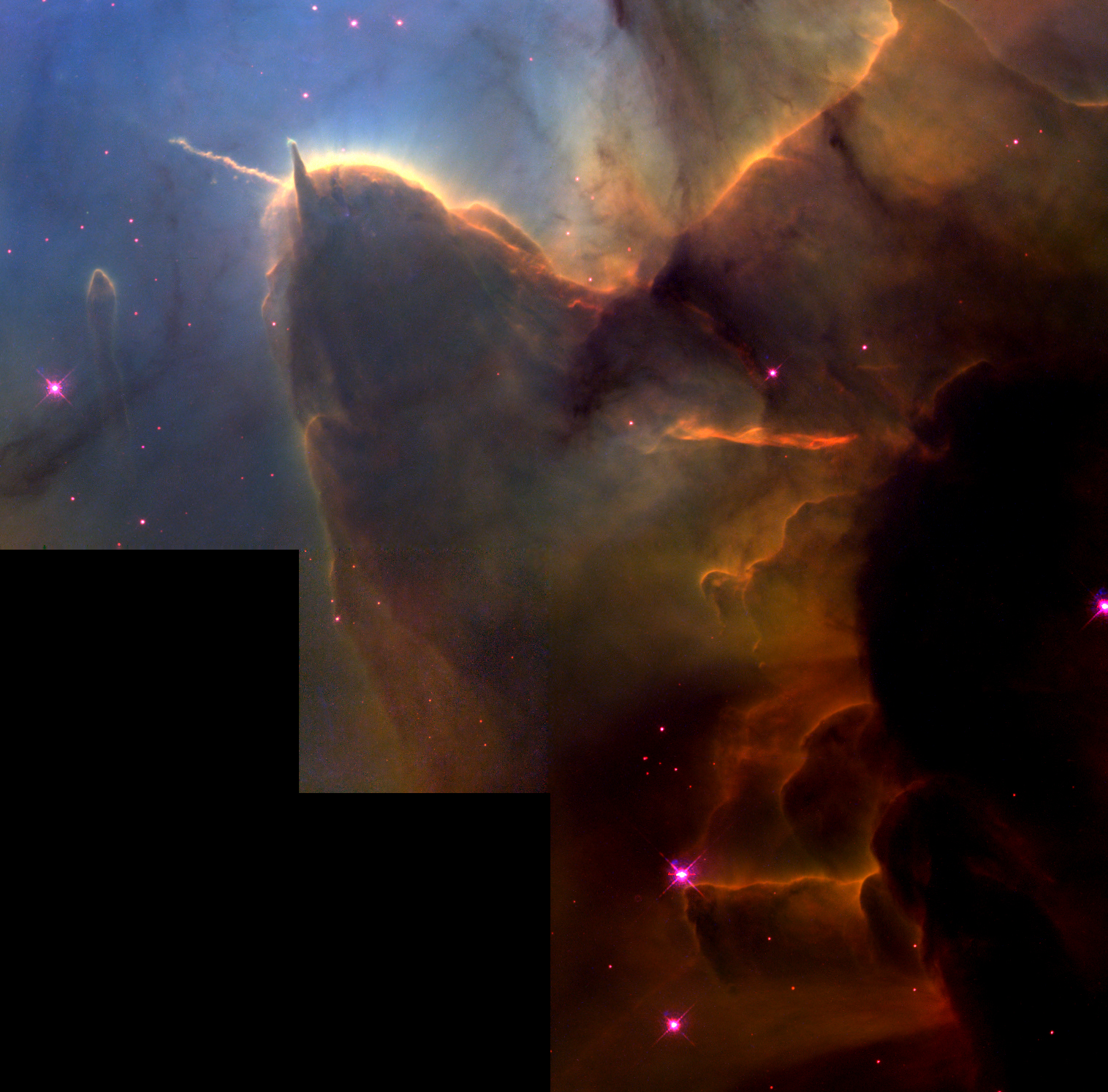
Hubble chụp các tia gây ra bởi các sao trong Trifid. Ảnh của: NASA/ESA.
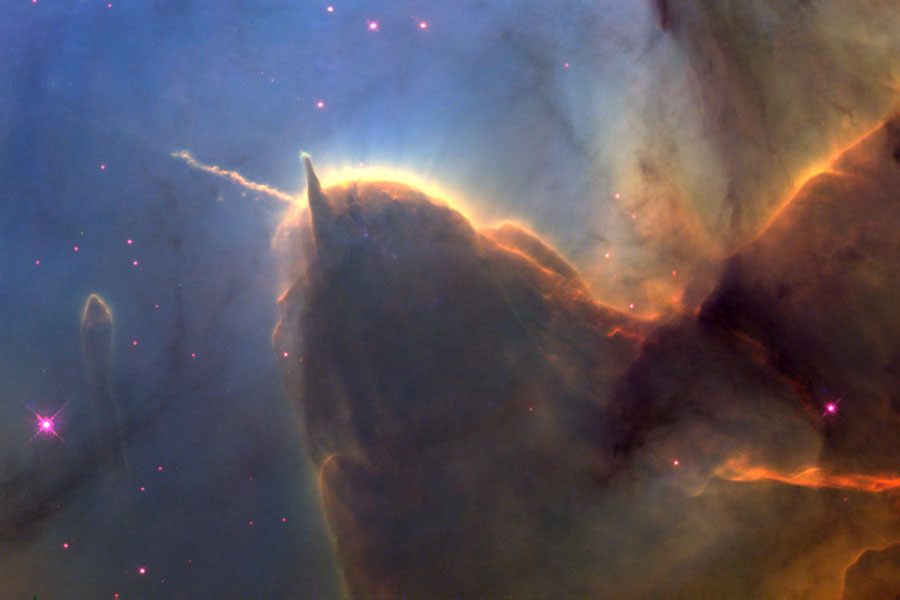
Ảnh chụp của Hubble với chi tiết hơn. Ảnh của: NASA/ESA.
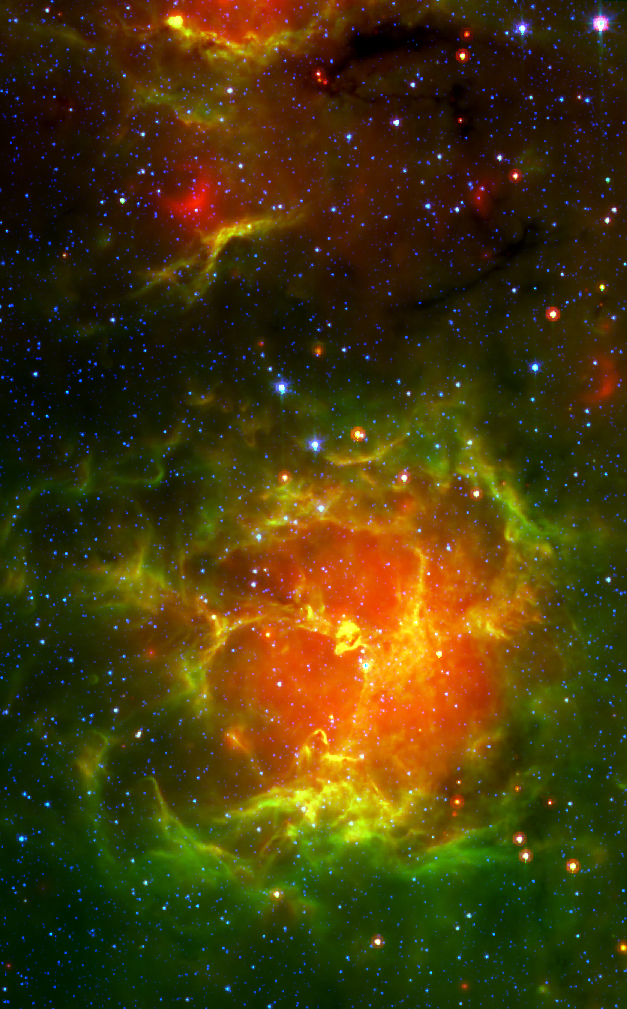
Tinh vân Trifid qua bước sóng hồng ngoại chụp bởi kính không gian Spitzer
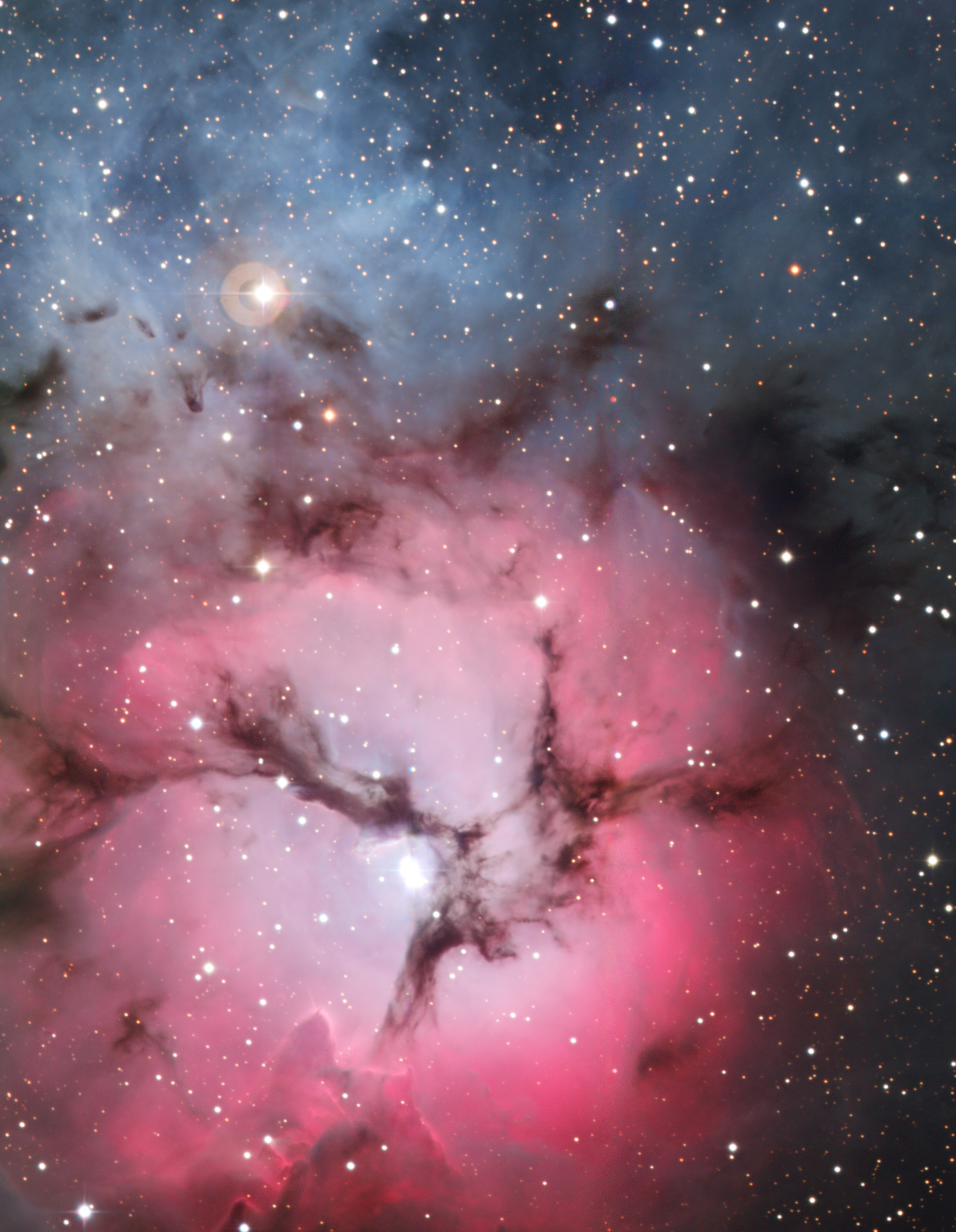
Tinh vân Trifid là kiểu tinh vân hiếm được kết hợp bởi ba loại tinh vân mà lộ ra những đám bụi mờ là nơi sẽ hình thành các ngôi sao mới trong tương lai. Ảnh của: ESO